# ادبیات ژاپنی
نخستین آثار ادبیات ژاپنی به‌شدت تحت تأثیر ارتباطات فرهنگی با چین و ادبیات چینی سروده شدند. این آثار به زبان چینی کلاسیک سروده می‌شدند. ادبیات هندی نیز با گسترش بودیسم در ژاپن بر ادبیات این کشور تأثیر گذاشت. اما در نهایت هنگامی که نویسندگان ژاپنی شروع به نوشتن دربارهٔ ژاپن کردند توانستند سبک خاص خود را توسعه بخشند اما همچنان تأثیر ادبیات چینی و چینی کلاسیک را می‌شد تا پایان دورهٔ ادو در این آثار مشاهده کرد. از زمانی که ژاپن دروازه‌های خود را در سده ۱۹ میلادی به روی تجارت و دیپلماسی با غرب باز کرد ادبیات شرق و غرب به شدت برهم تأثیر گذاشته‌اند و همچنان می‌گذارند.

## تاریخچه
قبل از ورود کانجی از چین به ژاپن، ژاپن فاقد سیستم نوشتاری بود. اعتقاد بر این است که نویسه‌های چینی در ابتدای قرن پنجم و توسط مهاجران کره و چین به ژاپن آمده‌اند. متون اولیه ژاپنی ابتدا از الگوی چینی پیروی می‌کردند.